# Karl Rügemer
Karl Rügemer (* Mai 1856 in Heidingsfeld bei Würzburg; † 12. Dezember 1916 in Starnberg) war ein deutscher Herausgeber und Redakteur, der als Studentenhistoriker insbesondere durch seine Beiträge zur Dokumentation der Geschichte der Corps und Corpsstudenten hervorgetreten ist.

## Studium
Über die familiäre Herkunft ist wenig bekanntgeworden, nachweislich aber war sein Vater Lehrer, zunächst in Rimpar, dann in Astheim und übte diesen Beruf bis 1883 aus. Karl Rügemer selbst besuchte über 1871 hinaus das K. Gymnasium und die K. Lateinschule zu Würzburg. Anschließend ging Rügemer auf das Lyzeum in Bamberg. Er studierte dann ab 1877 Medizin in Erlangen. In diesem Jahr wurde er Mitglied beim Corps Baruthia Erlangen, wo er Fuchsmajor und zweimal Senior war. Nach neueren Erkenntnissen wechselte er bereits 1876/77 kurz nach München zur Ludwig-Maximilians-Universität, blieb über das Sommer-Semester 1877 aber weiterhin in Erlangen eingeschrieben.  Nach seiner Universitätszeit wurde er Journalist.

## Engagement als Redakteur und Herausgeber

Academische Monatshefte, Einbanddecke mit Rudelsburg, 1907

1892 wurde Rügemer Redakteur und stellvertretender Herausgeber der Academischen Monatshefte. Nachdem sich der damalige Eigentümer des Verlags, Paul Salvisberg, mit dem Kösener Senioren-Convents-Verband (KSCV) 1894 zerstritten hatte, „wurden Verlag und Redaktion auf dessen Vorschlag hin“ auf Rügemer übertragen. Er gab die Zeitung daraufhin bis zu seinem Tod 1916 heraus.
Kurzzeitig erschien mindestens 1892 parallel eine Zeitschrift Hochschul-Nachrichten, mit dem gleichen Schemata, Rügemer als Redakteur und Salvisberg als Herausgeber.

Kösener Korps-Listen von 1798 bis 1910

Als Schriftleiter der Academischen Monatshefte veröffentlichte Rügemer im Frühjahr 1905 erstmals die Kösener Corpslisten, ein umfassendes Mitgliederverzeichnis der im Kösener Senioren-Convents-Verband (KSCV) zusammengeschlossenen Corps. Diese Listen wurden 1910 in einer überarbeiteten Auflage erneut von ihm herausgegeben. Sie umfassten die Mitglieder sämtlicher Kösener Corps und ihrer Vorläufer an den deutschen Universitäten vor Gründung des KSCV nach dem damaligen Forschungsstand. Bis heute bilden sie eine unverzichtbare studentengeschichtliche Quelle.
Darüber hinaus leitete Rügemer 1913 die vom ordentlichen Kösener Congress beschlossene Umgestaltung zur Deutschen Corpszeitung (DCZ) mit neuem Format und halbmonatlicher Erscheinungsweise.
Rügemers Engagement und seine Veröffentlichungen haben maßgeblich zur Dokumentation und Bewahrung der Geschichte der deutschen Corpsstudenten beigetragen.
Sein Nachfolger als Herausgeber der Kösener Corpslisten ab 1930 wurde der Jurist Otto Gerlach.

## Werke
- Geschichte der Baruthia zu Erlangen von 1803–1893, Monografie, 159 Seiten, München: Akadem. Verl.; Kutzner, 1893[13][14]
- Der Gießener SC. im Jahre 1848, Monografie, 8 Seiten, Starnberg-München: Karl Rügemer Selbstverlag, 1895[15]
- Kösener Korps-Listen von 1798 bis 1904 – Eine Zusammenstellung aller Korpsangehörigen mit Angabe von Rezeptionsjahr, Chargen, Stand und Wohnort, bezw. Todesjahr. Hrsg.: Karl Rügemer. Verlag der Akademischen Monatshefte, Starnberg bei München März 1905 (861 S.)[16][17]
- Kösener Korps-Listen von 1798 bis 1910 – Eine Zusammenstellung aller Korpsangehörigen mit Angabe von Rezeptionsjahr, Chargen, Stand und Wohnort, bezw. Todesjahr. Hrsg.: Karl Rügemer. Verlag der Akademischen Monatshefte, Starnberg bei München 1910 (1183 S., corpsarchive.de [PDF]).[18][19]